# 옹몽진
옹몽진(邕夢辰, 1518년 ~ 1584년)은 조선 중기의 문신, 정치인이다. 본관은 순창, 자는 응룡(應龍)·응기(應祈). 아버지는 옹태운(邕太雲)이다.
1553년(조선 명종 8년) 별시 문과(文科)에 병과로 급제하고, 1556년 중시문과에 을과로 급제하여 판관에 이르렀다.
1567년 음성현감으로서 정치를 잘하여 백성의 오랜 폐단을 제거하여 칭송을 받았다. 충청도사, 형조좌랑, 예조좌랑, 병조정랑을 거쳐 가선대부동지중추부사(嘉善大夫同知中樞府使)에 이르렀다. 일찍이 문장가로서 당대에 이름이 높았다.

## 가족 관계
- 증조부 : 옹은(邕誾)
  - 아버지 : 옹태운

## 참고 문헌
- 『국조방목(國朝榜目)』
- 『음성읍지(陰城邑誌)』